# Olympiska idrottare från Ryssland i olympiska vinterspelen 2018

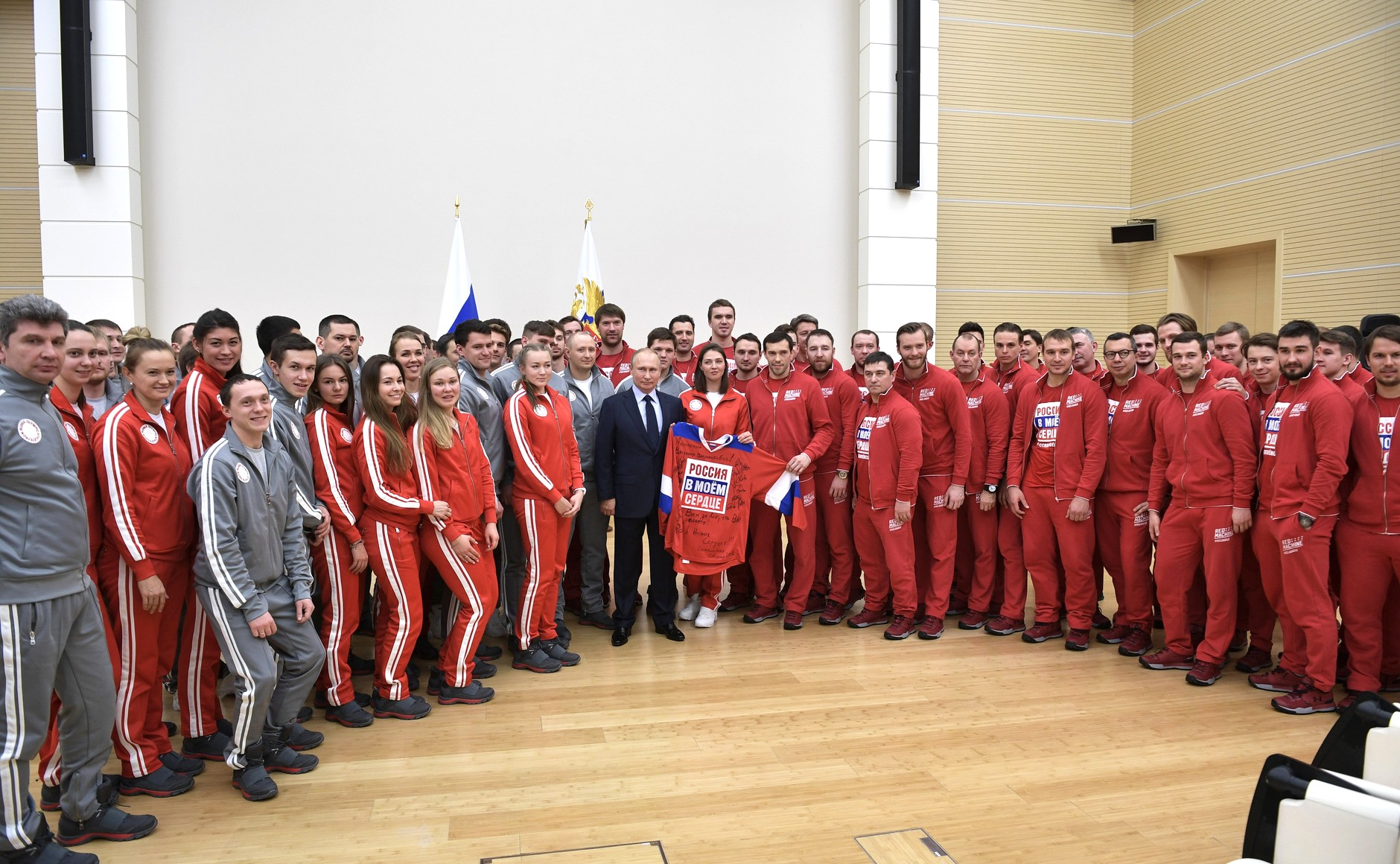
Olympiska idrottare från Ryssland under ett möte med Vladimir Putin i januari 2018.

Olympiska idrottare från Ryssland i olympiska vinterspelen 2018, förkortat OAR, var 168 tävlande från Ryssland (87 män och 81 kvinnor) i 15 olika sporter. Dessa tilläts inte att representera sitt land då Rysslands olympiska kommitté var avstängd av Internationella olympiska kommittén. Beslutet grundade sig på McLaren-rapporten som indikerade statsstödd och systematiserad dopning av ryska idrottare under olympiska vinterspelen 2014.
För att idrottare från Ryssland skulle tillåtas att tävla var de tvungna att uppfylla ett antal kriterier, bland annat fick de aldrig ha blivit dömda för dopning.
De fick använda den olympiska flaggan och hymnen samt mörkröda kläder, inte de vanliga ryska sådana.

## Medaljörer
| Medalj | Namn | Sport                         | Gren                    | Datum            |
| ------ | --- | ----------------------------- | ----------------------- | ---------------- |
| Guld   | OAR:s herrlandslag i ishockey Artiom Zub Vladislav Gavrikov Ivan Telegin Sergej Moziakin Sergej Andronov Pavel Datsiuk Sergej Kalinin Michail Grigorenko Vjatjeslav Vojnov Andrej Zubarev Ilja Kablukov Igor Sjestiorkin Ilja Sorokin Jegor Jakovlev Sergej Sjirokov Aleksej Martjenko Bogdan Kiselevitj Ilja Kovaltjuk Nikolaj Prochorkin Kirill Kaprizov Vasilij Kosjetjkin Vadim Sjipatjov Nikita Nesterov Aleksandr Barabanov Nikita Gusev | Ishockey                      | Herrarnas turnering     | 25 februari 2018 |
| Guld   | Alina Zagitova | Konståkning                   | Damernas singelåkning   | 23 februari 2018 |
| Silver | Jevgenija Medvedeva | Konståkning                   | Damernas singelåkning   | 23 februari 2018 |
| Silver | Michail Koljada Jevgenija Medvedeva Alina Zagitova Jevgenija Tarasova Vladimir Morozov Natalja Zabijako Aleksandr Enbert Jekaterina Bobrova Dmitrij Solovjov | Konståkning                   | Lagtävling              | 12 februari 2018 |
| Silver | Aleksandr Bolsjunov | Längdskidåkning               | Herrarnas 50 km         | 24 februari 2018 |
| Silver | Denis Spitsov Aleksandr Bolsjunov | Längdskidåkning               | Herrarnas sprintstafett | 21 februari 2018 |
| Silver | Andrej Larkov Aleksandr Bolsjunov Aleksej Tjervotkin Denis Spitsov | Längdskidåkning               | Herrarnas stafett       | 18 februari 2018 |
| Silver | Nikita Tregubov | Skeleton                      | Herrarnas tävling       | 13 februari 2018 |
| Brons  | Ilja Burov | Freestyle                     | Herrarnas hopp          | 18 februari 2018 |
| Brons  | Sergej Ridzik | Freestyle                     | Herrarnas skicross      | 21 februari 2018 |
| Brons  | Natalja Voronina | Hastighetsåkning på skridskor | Damernas 5 000 meter    | 16 februari 2018 |
| Brons  | Julija Belorukova | Längdskidåkning               | Damernas sprint         | 13 februari 2018 |
| Brons  | Natalja Neprjajeva Julija Belorukova Anastasija Sedova Anna Netjajevskaja | Längdskidåkning               | Damernas stafett        | 17 februari 2018 |
| Brons  | Denis Spitsov | Längdskidåkning               | Herrarnas 15 km         | 16 februari 2018 |
| Brons  | Andrej Larkov | Längdskidåkning               | Herrarnas 50 km         | 24 februari 2018 |
| Brons  | Aleksandr Bolsjunov | Längdskidåkning               | Herrarnas sprint        | 13 februari 2018 |
| Brons  | Semjon Jelistratov | Short track                   | Herrarnas 1 500 meter   | 10 februari 2018 |

## Curling
Anastasija Bryzgalova och Aleksandr Krusjelnitskij tog en bronsmedalj i curlingens mixed dubbel men fråntogs senare medaljen då Krusjelnitskij testat positivt för meldonium.